# 아고멜라틴
아고멜라틴(Agomelatine, 상품명으로 '아고틴' 등이 사용된다)은 항우울제의 하나이다. 대한민국에서는 환인제약에서 수입 및 판매하고 있다.

## 작용 기전
멜라토닌과 세로토닌 수용체에 작용을 하여, 우울증 상태를 개선하는데 상호 보완적이고 조화롭게 작용하여 불안 장애 완화는 
|  |  |  |  |
|  |  |  |  |
|  |  |  |  |

물론, 수면의 질 및 낮 시간의 활동 기능을 개선하는데 효과적인 항우울제이므로, 성기능 장애 등 부작용이 현저히 낮다.

## 합성

Agomelatine-synthesis: and structure-activity studies: